# Normandia Inferioară
Normandia Inferioară (franceză Basse-Normandie) a fost una dintre cele 26 regiuni ale Franței de până la reforma administrativ-teritorială din 2014. Capitala regiunii era orașul Caen, iar regiunea cuprindea 3 departamente. La 1 ianuarie 2016 Normandia Inferioară a fost reunită cu Normandia Superioară în cadrul regiunii Normandia.

## Istoric
Regiunea a fost creată în 1956 prin formarea a doua regiuni în zona ocupată tradițional de Normandia, o veche provincie și fost ducat cu o istorie ce se întinde până în secolul X astfel că istoria celor două regiuni are foarte puține momente separate. 
În timpul Imperiului Roman, regiunea era divizată între mai multe orașe stat foarte prospere. Ulterior regiunea a fost cucerită de către franci în secolul V, iar după cucerirea de către normanzi în secolul IX regiunea a căpătat un rol din ce în ce mai important în Istoria Europei. 
Cucerirea Angliei din 1066 de către William Cuceritorul a reprezentat începutul unui lung conflict dintre Anglia și Franța pentru controlul Normandiei. care în următoarele secole a trecut în repetate rânduri din posesia unui regat în a celuilalt. În cele din urmă, Franța a recâștigat definitiv regiunea între 1436 și 1450, iar din 1468 a devenit domeniu regal. În timpul reformei noile idei religioase au găsit un suport puternic în regiune și aceasta a fost afectată de Războiul religiilor dintre Catolici și protestanți din secolul XVI. 
În istoria modernă și contemporană, una dintre cele mai importante acțiuni din ce de-al doilea război mondial a avut loc în regiunea Normandia de Jos, și anume Debarcarea din Normandia din 6 iunie 1944. Impactul asupra regiunii a fost masiv, datorită luptelor intense ce au avut loc, numeroase orașe fiind distruse în lunile ce au urmat.

## Geografia
Masivul armorican, masiv hercian, se întinde și pe teritoriul regiunii, astfel că relieful este valonat, fără existența diferențelor mari de nivel. Un element definitoriu al peisajului este aspectul de bogage, pășuni și terenuri agricole, delimitate de rânduri de copaci și arbuști ce se întind deasupra drumurilor, uneori acoperindu-le. Acest aspect, datorită amenajărilor teritoriului pentru agricultură performantă și datorită distrugerilor războiului, nu mai este însă atât de des întâlnit. Coasta este formată în principal din faleze, la baza cărora se găsesc plaje lungi de lățime variabilă, o caracteristică a zonei fiind mareele de mare amplitudine ce se întâlnesc de-a lungul Mării Mânecii. 

## Economia
Regiunea este puternic agricolă, creșterea animalelor, în special a bovinelor fiind una dintre principalele activități. Industria alimentară este foarte bine dezvoltată, în special prepararea lactatelor, regiunea fiind renumită pentru brânzeturile ei, cum ar fi celebra Camambert. Turismul este o activitate importantă, plajele debarcării atrăgând anual un număr foarte mare de vizitatori. Caen este un oraș modern, relativ dezvoltat din punct de vedere economic și sediul unor importante centre cde cercetare, cum ar fi cel al companiei France Telecom. În capătul Peninsulei Cotentin, la vest de Cherbourg se găsește Uzine de retratare de la Hague, ce reprelucrează deșeurile nucleare din Franța, Japonia, Germania, Olanda, Belgia și Elveția, având o capacitate de prelucrare de 1700 tone anual.